# Лялин, Михаил Алексеевич
Михаил Алексеевич Лялин (1839—1915) — генерал-лейтенант, директор Константиновского межевого института, военный инженер.

## Биография
Родился 23 марта (4 апреля) 1839 года в семье Алексея Павловича Лялина (1805—?).
Учился в 1-м кадетском корпусе и Николаевской инженерной академии. В июне 1857 года вступил в службу прапорщиком лейб-гвардии Московского полка, с 1860 года — репетитор математики в Пажеском корпусе, поручик 2-го лейб-гвардии драгунского полка; с 1862 года — штабс-капитан, с 1866 — капитан. В 1866 году он стал воспитателем в Пажеском корпусе, в 1867 году — преподавателем. С 1869 года — майор, с 1872 — подполковник, с 1876 года — полковник.
В январе 1888 года был произведён в генерал-майоры и назначен директором Константиновского межевого института. В 1897 году вышел в отставку генерал-лейтенантом. 
Кавалер орденов: Св. Анны 1-й ст. (1894), 2-й ст. (1878),  3-й ст. (1871)  Св. Станислава 1-й ст. (1890), 2-й ст. (1873), 3-й ст. (1866), Св. Владимира 3-й ст. (1885), 4-й ст. (1882). Был пожалован перстнем с вензелевым изображением имени Вел. Князя Николая Николаевича Старшего и серебряным жбаном за преподавание математики и физики великому князю Николаю Николаевичу Младшему, а также математики, физики и геодезии Сергею и Георгию Максимилиановичам герцогам Лейхтенбергским.
Умер в 1915 году. 

## Семья
Был женат на дочери Владимира Борисовича Струкгофа, Екатерине Владимировне (ок. 1842 — не ранее 1922). Их дети:
- (?) Александр (1863—1914), командир 173-го пехотного Каменецкого полка
- Константин (1864 — не ранее 1915), полковник в отставке, затем почётный мировой судья Опочецкого уезда Псковской губернии; во время Первой мировой войны — командир 2-го батальона 413-го пехотного Порховского полка.
- Николай (1871—1925), полковник, в 1916 году — командир 101-го пехотного Пермского полка.
- Михаил (1880—1925), капитан 2-го ранга, старший офицер императорской яхты «Полярная Звезда» (1916); в 1920-х гг. — морской инспектор ГПУ РККФ; был расстрелян по делу лицеистов.